# Chester Newton
Chester Newton (Oregón, Estados Unidos, 18 de septiembre de 1903-Oregon City, 11 de mayo de 1963) fue un deportista estadounidense especialista en lucha libre olímpica donde llegó a ser subcampeón olímpico en París 1924.

## Carrera deportiva
En los Juegos Olímpicos de 1924 celebrados en París ganó la medalla de plata en lucha libre olímpica estilo peso pluma, siendo superado por su compatriota Robin Reed y por delante del japonés Katsutoshi Naito (bronce).